# Пандемија
Пандемија (од грчких речи παν (сви) и δήμος (народ)) је епидемија заразне болести која се шири кроз популацију људи једне веће области, континента или целог света. За болести животиња се користи појам „панзоотија“. Према Светској здравственој организацији, о пандемији се може говорити када су испуњена три услова:
- у некој популацији се појавило до тада непознато обољење,
- узрочници инфицирају људе и изазивају тешке последице,
- узрочници болести се шире брзо и задржавају се међу људима.

Болест се не сматра пандемијом само зато што је широко распрострањена или изазива смрт великог броја људи, односно она мора бити заразна како би покренула пандемију. Широко заступљена ендемска болест која је стабилна у смислу колико се људи разболева од ње није пандемија. На пример, рак је одговоран за велики број смртних случајева широм света, али се не сматра пандемијом јер није заразан.
Током историје су забележени случајеви пандемија куге, колере, тифуса, грипа, сиде, великих богиња, туберкулозе, лепре, маларије, жуте грознице итд. Једна од најсмртоноснијих је била пандемија шпанске грознице.

## Дефиниција и фазе
Пандемија је исто што и епидемија презентована на већој географској ширини, тачније изнад границе једне земље. Пандемија грипа (како СЗО налаже) састоји се од шест фаза. Тако се на пример нови вирус грипа креће од првих првих неколико људских инфекција до дондемије. У почетној фази, зараза је детектована код животиња али нема толико опасности преношаја на човека. Како болест напредује долази до преласка на човека, томе следи стадијум где вирус почиње да се шири директно међу људима, па до заразе већине популације, све до наласка лека против ове болести.
Према Светској здравственој организацији (WHO), пандемија може настати када се испуне три услова:
- Појава болести која је нова, односно дотада непозната у популацији.
- Узрочници инфицирају људе и изазивају тешке последице.[5]
- Узрочници се шире брзо и остају међу људима.

У виртуелној прес конференцији маја 2009. о пандемији инфлуенце, др Кеији Фукуда, асистент генералног директора ad interim за Здравствену безбедности и животну средину, WHO је изјавио: „Једноставан начин размишљања о пандемији … је да се каже: пандемија је глобална епидемија. Онда се можда питате: 'Шта је глобална епидемија'? Глобална епидемија значи да видимо ширење агенса ... и онда видимо активности болести поред ширења вируса.“
У планирању респонса на евентуалну пандемију грипа, СЗО је 1999. године објавила документ са смерницама о припреми за пандемију. Тај документ је ревидиран 2005. и фебруара 2009. године. У њему се дефинишу фазе и одговарајуће акције за сваку фазу у помоћном запису под називом Описи пандемијских фаза СЗО и главне активности по фази. Ревизија из 2009. године, укључујући дефиниције пандемије и фазе које доводе до њеног проглашења, завршена је фебруара 2009. године. Вирусна пандемија Х1Н1 2009. није била ни на хоризонту у то време, нити је поменута у документу. Све верзије овог документа се односе на инфлуенцу. Фазе које описују ширење болести; вируленција и морталитет се не помињу у садашњој СЗО дефиницији, мада су ти фактори раније били уврштени.

## Параметри
Постоје много параметара везаних за пандемију а једна од битних је време инкубације и време контаминације.

## Актуелне пандемије

### XИВ и СИДА
Xив потиче са Афричког континента, притом се проширио на САД и Хаити између 1966 и 1972. Сида је актуелна пандемија која дотиче 25% јужне и и источне афричке популације. Године 2006. стопа преваленције међу трудницама у Јужној Африци је била 29,1%. Захваљујући образовном систему у Африци, учење о превенцији и заштити током сексуалних односа помаже смањењу ширења болести. Болест се шири на азијском и америчком континенту, са проценом стопе смртности и до 100 милиона до 2025.

### Сезонски грип
Сезонски грип је једна од инфекција која је изазвана од стране вируса грипа.
Постоје три врсте грипа: А, Б и Ц. Вируси групе А имају више подврста у зависности од протеина и осталих једињена која се налазе на самој површини вируса. Неки од подврста овог вируса А(Х1Н1) ет А(Х3Н2) су активни код човека.

## Историјске пандемије
Постоји велики број пандемија кроз људску историју, углавном зооноза које су избиле захваљујући доместикацији животиња, као што су инфлуенца и туберкулоза. Најчешће се спомињу следеће епидемије, с обзиром на њихов опсег или последице по даљи ток историје:
- Атинска куга, 430. п. н. е. Још увек неидентификована болест (иако се најчешће сугерише трбушни тифус је усмртила око четвртине војника и грађана Атине, те је неки историчари држе заслужном за крај Златног доба Атине, односно пораз тог града у Пелопонеском рату.[13] Тачан узрок куге није био познат много година. Јануара 2006, истраживачи из универзитета у Атини су анализирали зубе узете из масовне гробнице испод града, и потврдили су присуство бактерије одговорне за тифус.[13]

- Антонинијева куга, 165–180. Болест, највероватније велике богиње које су у Римско царство донели војници с Блиског истока; убила је четвртину свих заражених, односно око пет милиона људи.[14] Антички извори спомињу и каснију Кипријанову кугу (251–266), вероватно исту болест, због које је у Риму умирало 5.000 људи дневно.
- Јустинијанова куга, која је харала од 541. до 750. године, представља прву потврђену епидемију бубонске куге. Започела је у Египту те се проширила на Цариград, где је (према византијском хроничару Прокопију) на врхунцу убијала 10.000 људи дневно, а укупно 40% становништва. Куга је убила између четвртине или половине људске популације коју је погодила у познатом свету.[15][16] Изазвала је пад становништва Европе на око 50% између 550 и 700.[17]
- Црна смрт, која је почела 1300-их. Осам векова након претходне појаве, бубонска куга се вратила у Европу. Започела је у Азији, те дошла на Медитеран и Западну Европу 1348. године (могуће захваљујући италијанским трговцима који су бежали с ратом захваћеног Крима), те у шест година убила између 20 и 30 милиона Европљана; односно трећину укупног становништва или до половице у најгоре погођеним областима.[18] Била је прва у циклусу европских епидемија куга које су се наставиле до 19. века.[19] У том је периоду забележено преко 100 епидемија куга у Европи.[20]
- Шпански грип, најсмртоноснија пандемија у историји човечанства, била је активна у периоду од 1918. до 1920. Према извештајима број преминулих варира од 80 до 100 милиона. Пандемија је почела y Кини и Јапану и проширила се, преко Русије и Европе, све до северне Америке.
- Богиње су веома заразна болест. Изазива их вирус Вариола. Ова болест је усмртила више од 400 000 Европљана сваке године све до XVIII века. У XX веку усмртила је од 300 до 500 000 људи. Почетком педесетих година двадесетог века било је пријављено 50 000 нових случајева. Након спроведене вакцинације популације заустављено је ширење вируса и данас се он налази само у лабораторијама.
- Мале богиње су јако заразна болест која се може наћи широм света. Натионал Имунизатион Програм је утврдио да 90% популације је заражено до 15 година. Све док није установљена вакцинација, само у САД сваке године је откривано чак 3-4 милиона заражених.
- Туберкулоза је болест која је изазвана бактеријом Mycobacterium tuberculosis. Данас је једна трећина светске популације заражена овим бацилом, и сваке секунде овај број се повећава. 5% до 10% болесних, болест се активира а ако се не лечи може бити смртоносна.

Сусрети између европских истраживача и популације у остатку света често су уводили локалне епидемије изузетне вируленције. Болести су убиле део домаће популације на Канарским острвима у 16. веку (Гуанчи). Пола домородног становништва Хиспаниоле 1518. године је страдало од великих богиња. Иста болест је такође харала Мексиком 1520-их година, узрокујући 150.000 смртних случајева у самом Теночтитлану, укључујући и императора, и у Перуу 1530-их, што је помогло европским освајачима. Морбили су усмртили додатна два милиона мексичких урођеника током 17. века. Током 1618–1619, велике богиње су избрисале 90% Индијанаца у заливу Масачусетс. Током 1770-тих, од великих богиња је страдало најмање 30% Индијанаца на Пацифичком северозападу. Епидемије великих богиња из 1780–1782 и 1837–1838 су узроковале девастацију и драстичну депопулацију међу Индијанцима Велике равнице. Поједини аутори наводе да је помор 95% урођеничке Америчке популације Новог света био узрокован болестима Старог света као што су: велике богиње, рубеола и инфлуенца. Током векова, Европљани су развили високе степене имуности на те болести, док староседеоци нису имали такву имуност.
Велике богиње су девастирале је аутохтону популацију Аустралије, убијајући око 50% Аустралијских староседеоца током раних година Британске колонизације. Исти ефекат су имале на Ново Зеландске Маоре. Током 1848–49 се процењује да је око 40.000 од 150.000 становника Хаваја преминуло од морбила, великог кашља и грипа. Уведене болести, а посебно богиње, готово су избрисале урођеничко становништво Ускршњег острва. Године 1875, мале богиње су произвеле преко 40.000 смртних случајева на Фиџију, што је око трећине популације. Ова болест је девастирала становништво Андаманских острва. Аину популација је драстично смањена у 19. веку, превасходно услед инфективних болести које су донели Јапански насељеници Хокаида.
Истраживачи су то закључили да је сифилис пренет из Новог света у Европу након Колумбових путовања. Налази указују на то да су Европљани могли пренети невенеричне тропске бактерије кући, где су организми можда мутирали у смртоноснији облик у различитим условима Европе. Болест је била чешћа фатална него данас. Сифилис је био главни убица у Европи током ренесансе. Између 1602. и 1796, Холандска источноиндијска компанија је послала скоро милион Европљана на рад у Азију. Ултиматно, мање од једне трећине се вратило назад у Европу. Већина њих је умрла од болести. Болести су убиле више Британских војника у Индији од рата.
Године 1803. шпанска круна је организовала мисију (Балмис експедицију) да транспортује вакцину против великих богиња до Шпанских колонија, и успостави програм масовне вакцинације тамо. До 1832, федерална влада Сједињених Држава је успоставила програм вакцинације против великих богиња за Америчке урођенике. Од почетка 20. века, елиминација или контрола болести у тропским земљама је постала покретачка снага за све колонијалне силе. Епидемија болести спавања у Африци је заустављена захваљујући мобилним тимовима који систематски прегледали милионе људи под ризиком. У 20. веку, свет је видео највеће повећање популације у људској историји услед умањене стопе морталитета у многим земљама захваљујући медицинским напрецима. Светска популација је порасла са 1,6 милијарди 1900. године до процењених 7,95 милијарди данаc.

## Биолошко ратовање
Године 1346. тијела монголских ратника умрлих од бубонске куге су пребачена преко зидина опседнутог кримског града Кафа (данас Феодосија). Након дуготрајне опсаде у којој је монголска војска под Јани Бегом погођена болешћу, инфицирани лешеви су катапултирани преко зидина како би се инфицирало становништво. Спекулира се како је ова операција заслужна за избијање Црне смрти у Европи.
Иако је домородачко становништво Америке десетковано у додиру с болестима Старог света постоји само један документован случај где је то била последица намере. Британски командант лорд Џефри Амхерст и пуковник Хенри Буке су у међусобној кореспонденцији изнели идеју да се Индијанцима приликом инцидента познатог као Понтијакова побуна (1763) nа превару дају покривачи заражени великим богињама. Неизвесно је да ли је тај документовани Британски покушај заправо успешно инфицирао Индијанце.
За време кинеско-јапанског рата (1937-1945), Јединица 731 јапанске царске војске је вршила експерименте на хиљадама, углавном кинеских, заробљеника у сврху развијања оружја за биолошко ратовања. За време ратних операција су Јапанци на основу тих експеримената користили разне биолошке агенсе против кинеских војника и цивила. То је укључивало бомбе с биолошким агенсима бачене из ваздуха на разне циљеве. Због тога су избиле епидемије колере, антракса и куге којима се приписује смрт око 400.000 кинеских цивила.